# 薩斯喀徹溫省
薩克其萬省（英语、法语：Saskatchewan），簡稱薩省或沙省，是加拿大的一級行政區（省級），首府設於雷吉納。薩克其萬於1905年成立，與隔鄰的亞伯達省和曼尼托巴省合稱草原三省。薩克其萬向來以農業與畜牧生產著稱，是加拿大重要的糧倉地帶。該省境內著名的大學包括了雷吉納大學和薩克其萬大學，分别坐落于首府里賈納和境內第一大城萨斯卡通（Saskatoon）。境內著名景点有位於里賈納的省議會，人工修建的瓦斯卡纳湖（Wascana Lake），里賈納沙灘（Regina Beach），散布在各個農場的有悠久歷史的谷倉，以及位在穆斯喬（Moose Jaw）的温泉。

## 地理
薩克其萬省是加拿大西部其中一個省份，土地大致呈方形。西面以西經110度線與亞伯達省接壤，北面以北緯60度線接壤西北地區；東部大致以西經101度線與努納武特地區及曼尼托巴省接壤，南部大致以北緯49度線與美國蒙大拿州、北達科塔州接壤。
薩克其萬省主要包含两個自然區域：北部的加拿大地盾，以及南部的內陸平原。全省大部分都是北方針葉林，只有阿薩巴斯卡湖一帶為例外。

### 氣候
由於是內陸地區，全省相對較為乾燥，而且濕度自東北向西南一直遞減。而且受洛磯山脈影響，全省氣候比全國任何一省都較極端：夏天氣溫最高可達45°C（118°F），冬天則因為北極氣流南下，最低更可達-56.7°C（-149.21°F）。

## 歷史
薩克其萬省早在古時已住著不同的原住民，主要是印第安人。而歐洲人在沙省的最早紀綠可追溯至1690年，是英國探險家Henry Kelsey於該省與當地土著進行皮毛貿易。而該省第一個歐洲人聚居地，則是於1774年由哈德遜灣公司開發。
自1818年起，薩克其萬省被英國人吞併，成為羅伯特地區的一部分，並由哈德遜灣公司控制。至1870年，哈德遜灣公司將其下西北地區的領地轉讓給加拿大政府，包括了薩克其萬省。隨著西北地區一帶人口增長，此地各部分相繼獨立成省，而薩克其萬省則於1905年成立。

## 經濟

### 農業
歷史上薩克其萬省的經濟是以農業為主。這是因為它是大平原地區的一部分。全省的作物以小麥為主，也有一些如油菜花、燕麥、大麥和豌豆等等。

### 畜牧業
畜牧業方面，薩克其萬省的肉牛飼養產業規模僅次於亞伯達省。

### 石油和天然氣
薩克其萬省的石油和天然氣在國內也僅落後於亞伯達。雖然探勘結果顯示目前在该省境內有豐富的石油與天然氣存量，但是大部分地方，因为各種原因，該省不打算立刻進行開採。

## 天气
| 城市                | 七月 (°C) | 七月 (°F) | 一月 (°C) | 一月 (°F) |
| ------------------- | --------- | --------- | --------- | --------- |
| Maple Creek         | 27/11     | 81/52     | −5/−16    | 23/4      |
| 埃斯特萬            | 27/13     | 81/55     | −9/−20    | 16/−4     |
| 韦本                | 26/12     | 79/54     | −10/−21   | 14/−6     |
| 穆斯乔              | 26/12     | 79/54     | −8/−19    | 18/−2     |
| 里贾纳              | 26/11     | 79/52     | −10/−22   | 14/−8     |
| 萨斯卡通            | 25/11     | 77/52     | −12/−22   | 10/−8     |
| 梅爾維爾            | 25/11     | 77/52     | −12/−23   | 10/−9     |
| 斯威夫特卡倫特      | 25/11     | 77/52     | −7/−17    | 19/1      |
| 洪堡 (薩斯喀徹溫省) | 24/11     | 75/52     | −12/−23   | 10/−9     |
| 梅爾福特            | 24/11     | 75/52     | −14/−23   | 7/−9      |
| 北巴特爾福德        | 24/11     | 75/52     | −12/−22   | 10/−8     |
| 約克頓              | 24/11     | 75/52     | −13/−23   | 9/−9      |
| 勞埃德明斯特        | 23/11     | 73/52     | −10/−19   | 14/−2     |
| 亞伯特王子城        | 24/11     | 75/52     | −13/−25   | 9/−13     |

## 主要城市
- 埃斯特萬（Estevan）
- 弗林弗倫（Flin Flon）- 位於與曼尼托巴省的邊境上
- 洪堡（Humboldt）
- 勞埃德明斯特（Lloydminster）- 位於與艾伯塔省的邊境上
- 梅爾福特（Melfort）
- 梅爾維爾（Melville）
- 穆斯喬（Moose Jaw）
- 北巴特爾福德（North Battleford）
- 艾伯特王子城（Prince Albert）
- 雷吉納（Regina）- 首府
- 薩斯卡通（Saskatoon）- 位於中部，省內第一大城市。
- 斯威夫特卡倫特（Swift Current）
- 韋本（Weyburn）
- 約克頓（Yorkton）

### 都会区
| 排名 | 都会区名稱                 | 2016人口 |
| ---- | -------------------------- | -------- |
| 1    | 薩斯卡通 CMA               | 295,095  |
| 2    | 雷吉納 CMA                 | 236,481  |
| 3    | 艾伯特親王城 CA            | 44,160   |
| 4    | 穆斯喬 CA                  | 35,053   |
| 5    | 北貝德福德 CA              | 19,623   |
| 6    | 約克頓 CA                  | 18,905   |
| 7    | 斯威夫特卡倫特 CA          | 18,536   |
| 8    | 勞埃德明斯特 CA (省内部分) | 14,938   |
| 9    | 埃斯特萬 CA                | 13,615   |
| 10   | 韋本 CA                    | 10,870   |

## 圖片

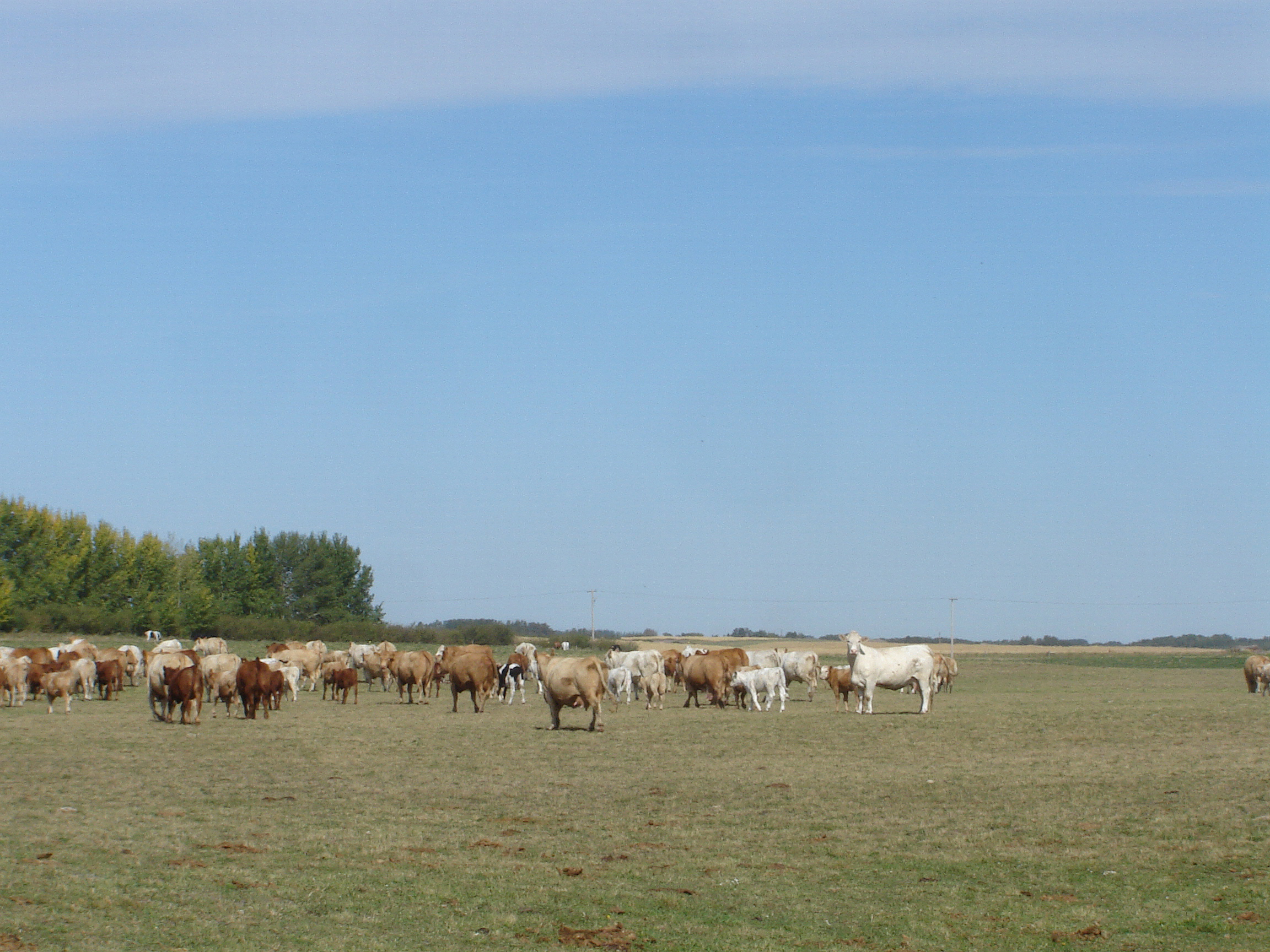
省內畜牧養殖場
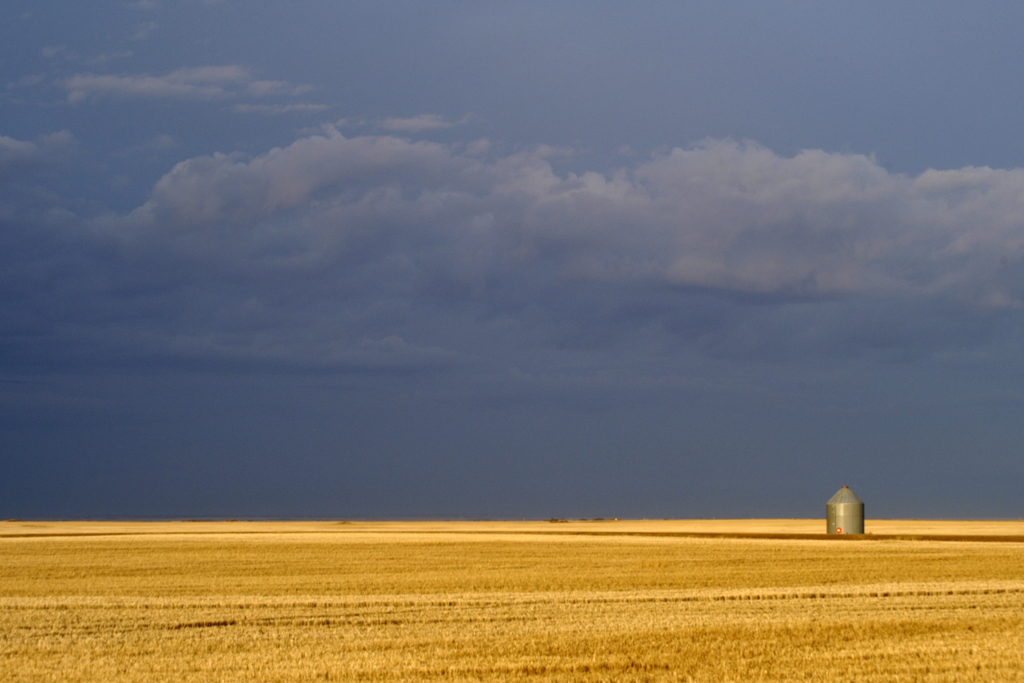
省內小麥田
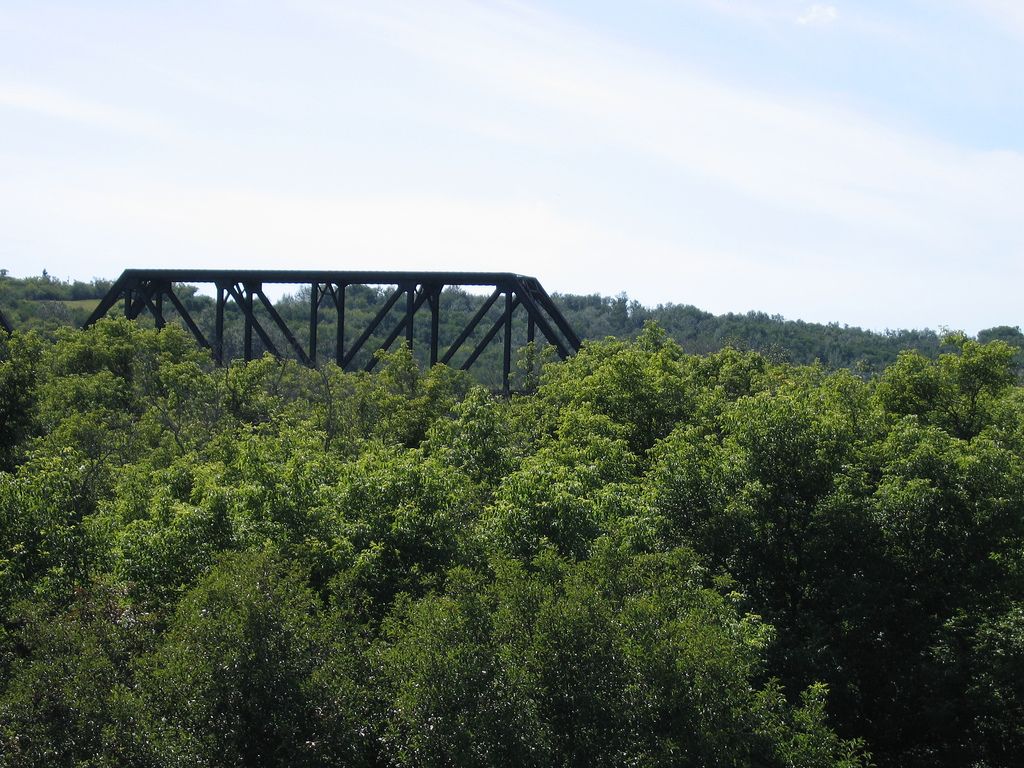
省內森林
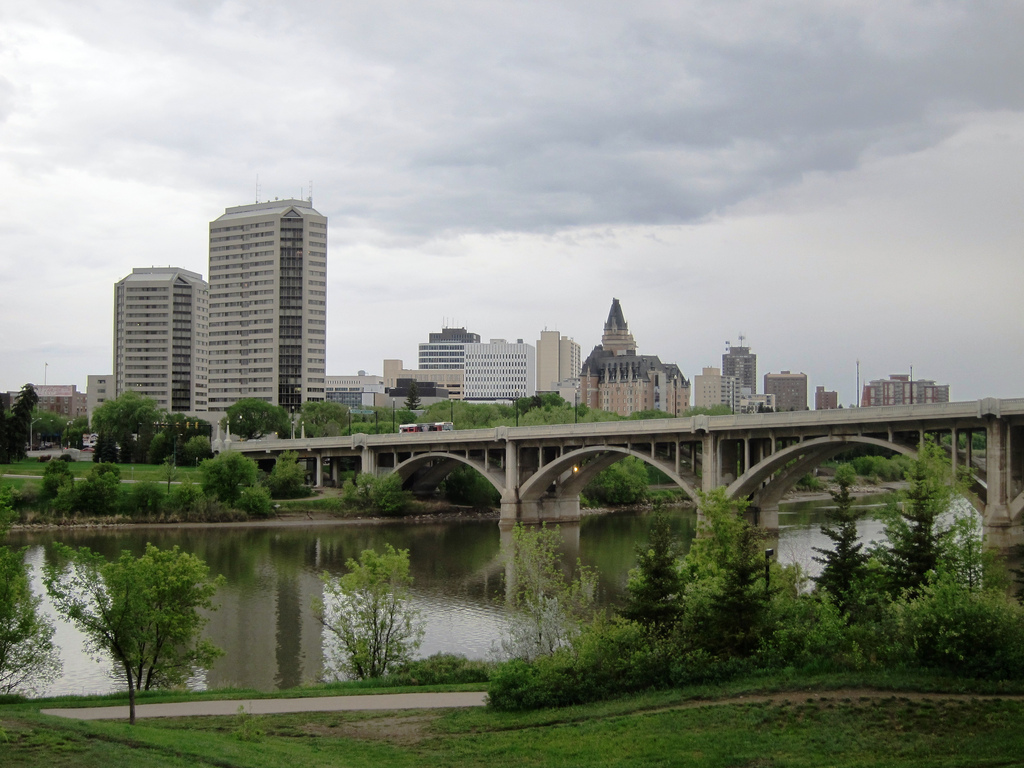
最大城市薩克屯

## 外部連結
- 薩克其萬省（Saskatchewan）
- 薩斯卡切温旅游局（英文）（法文）（德文）
- 萨省壹网华人社区 （页面存档备份，存于）（中文）
- 薩克其萬省教堂指南 （页面存档备份，存于）（英文）